# بيسي ويلر
بيسي ويلر (بالإنجليزية: Bessie Wheeler)‏ (مواليد 1876 – القرن 20 م) هي رسامة أمريكية.